# Kasim, furia dell'India
Kasim, furia dell'India (The Bandit of Zhobe) è un film del 1959 diretto da John Gilling.